# Spooky Tooth
Spooky Tooth foi uma banda britânica de rock progressivo formada em 1967, na Inglaterra. Foi uma das pioneiras do que hoje chamamos de hard rock ou heavy metal, mesclando elementos de blues, rock progressivo e rock'n'roll. A partir da década de 1970 tiveram vários hits, principalmente nos Estados Unidos.
Gary Wright (vocais, teclados), Mike Harrison (vocais, teclados), Luther Grosvenor (guitarra), Greg Ridley (baixo e guitarra) e Mike Kellie (bateria e percussão) fizeram parte da formação principal, mas a banda teve muitas modificações em sua trajetória.

## Discografia

### Álbuns de estúdio
- 1967 - Supernatural Fairy Tales (como Art : Mike Harrison (vocal), Greg Ridley (baixo), Luther Grosvenor (guitarra), Mike Kellie (bateria))
- 1968 - It's All About (relançado em 1971 como "Tobacco Road")
- 1969 - Spooky Two
- 1969 - Ceremony (com Pierre Henry)
- 1970 - The Last Puff (creditado como Spooky Tooth Featuring Mike Harrison)
- 1973 - You Broke My Heart So I Busted Your Jaw
- 1973 - Witness
- 1974 - The Mirror
- 1999 - Cross Purpose

### Compilações & álbuns ao vivo
- 1975 - The Best of Spooky Tooth - Produzido pela Island Records (ILPS9368-A)
- 1999 - The Best of Spooky Tooth: That Was Only Yesterday
- 2000 - Comic Violence
- 2001 - BBC Sessions
- 2007 - Nomad Poets (DVD)
- 2009 - Lost In My Dream - An Anthology 1968-1974

### Singles
- 1969 - "Feelin' Bad" US Bubbling Under #132